# FS E464 sorozat
Az FS E464 sorozat egy olasz Bo`Bo` tengelyelrendezésű villamosmozdony-sorozat. A Bombardier Transportation 1999-től 2015-ig gyártotta az FS részére. Olaszországban 717 FS E464 mozdony van szolgálatban.
A mozdony egyvezérállásos kivitelű, mivel eleve ingavonati szolgálatra szánták: a másik irányba, azaz tolt üzemben a szerelvény vezérlőkocsijából irányítják a gépet. A vagon felőli részen egy poggyásztér is helyet kapott, amelyet külső eltolható ajtókon, illetve a vasúti kocsi felőli átjárón is meg lehet közelíteni. Tolatási manőverek esetére az univerzális raktérben egy szükség vezérállást is kialakítottak.

## Képek

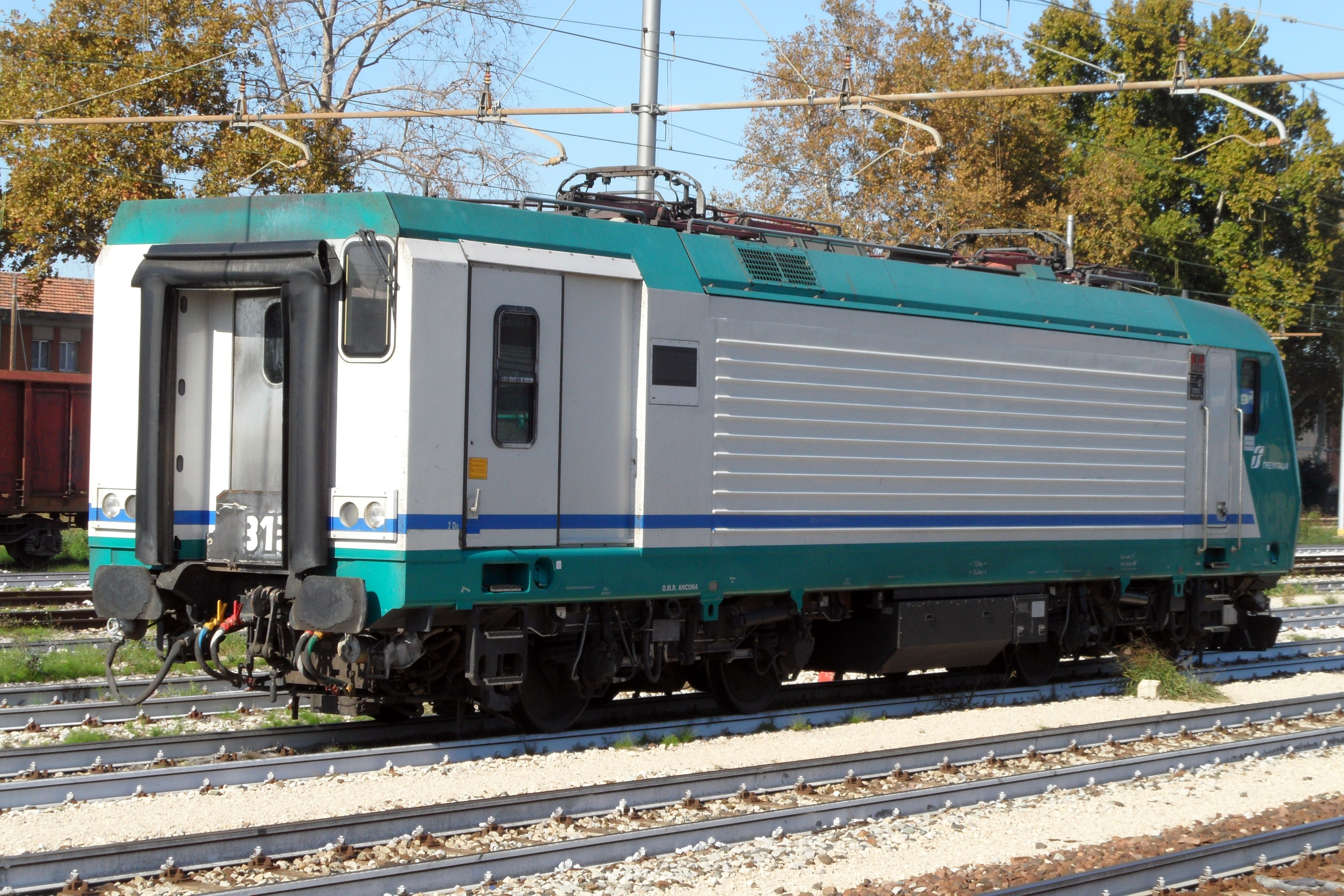
A mozdony vezérállással átellenes oldala
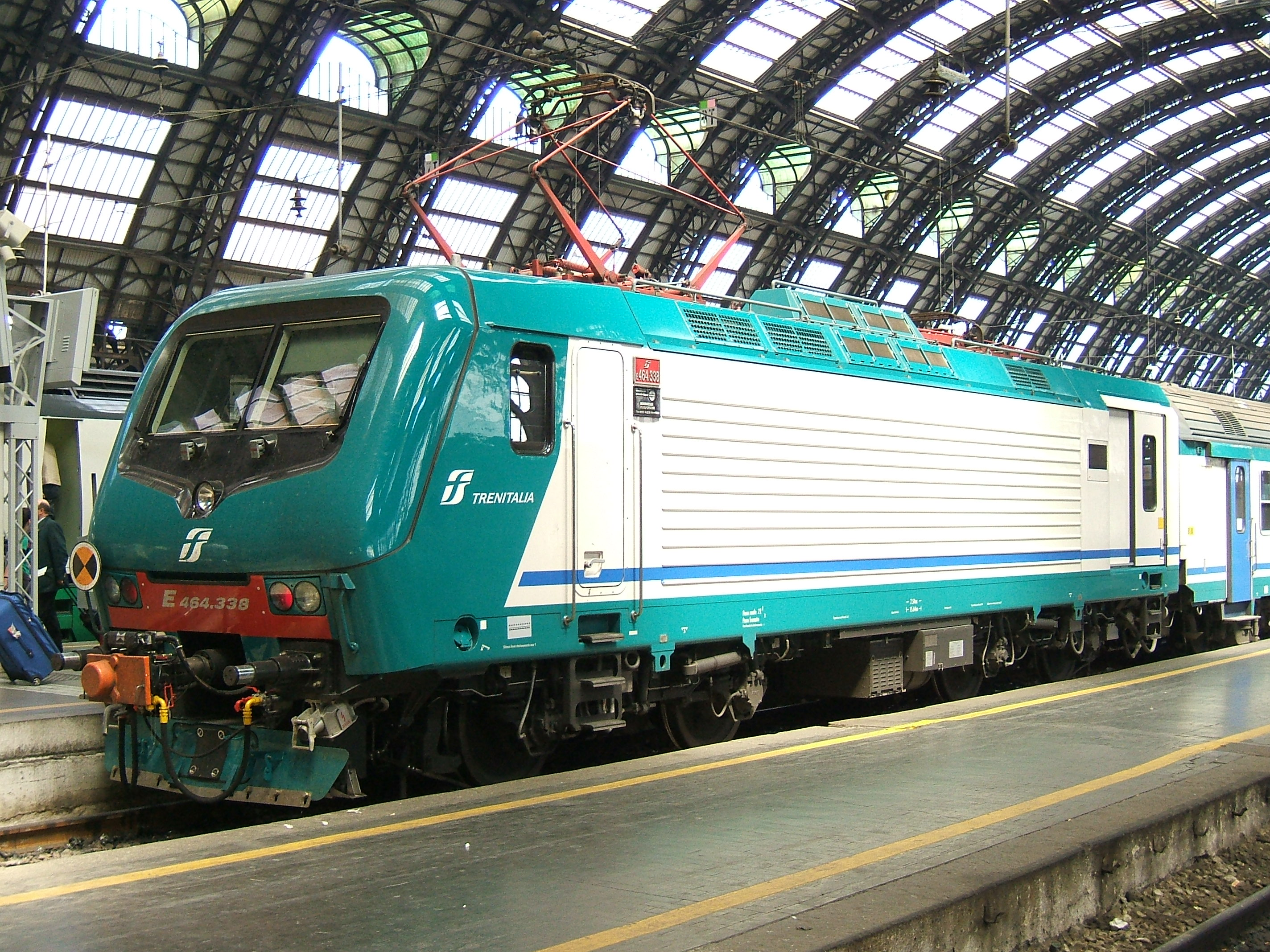
egy mozdony Milano Centrale állomáson
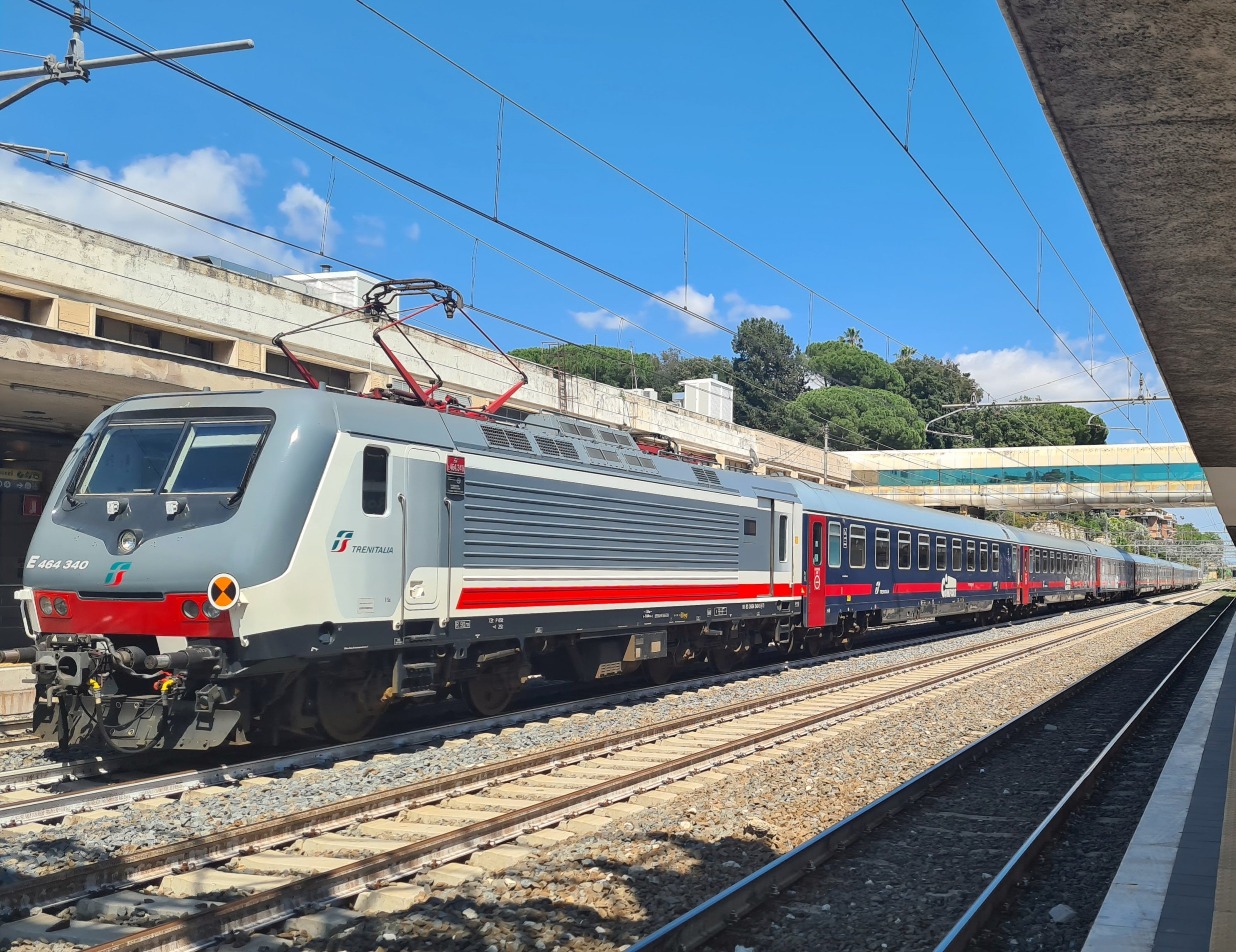
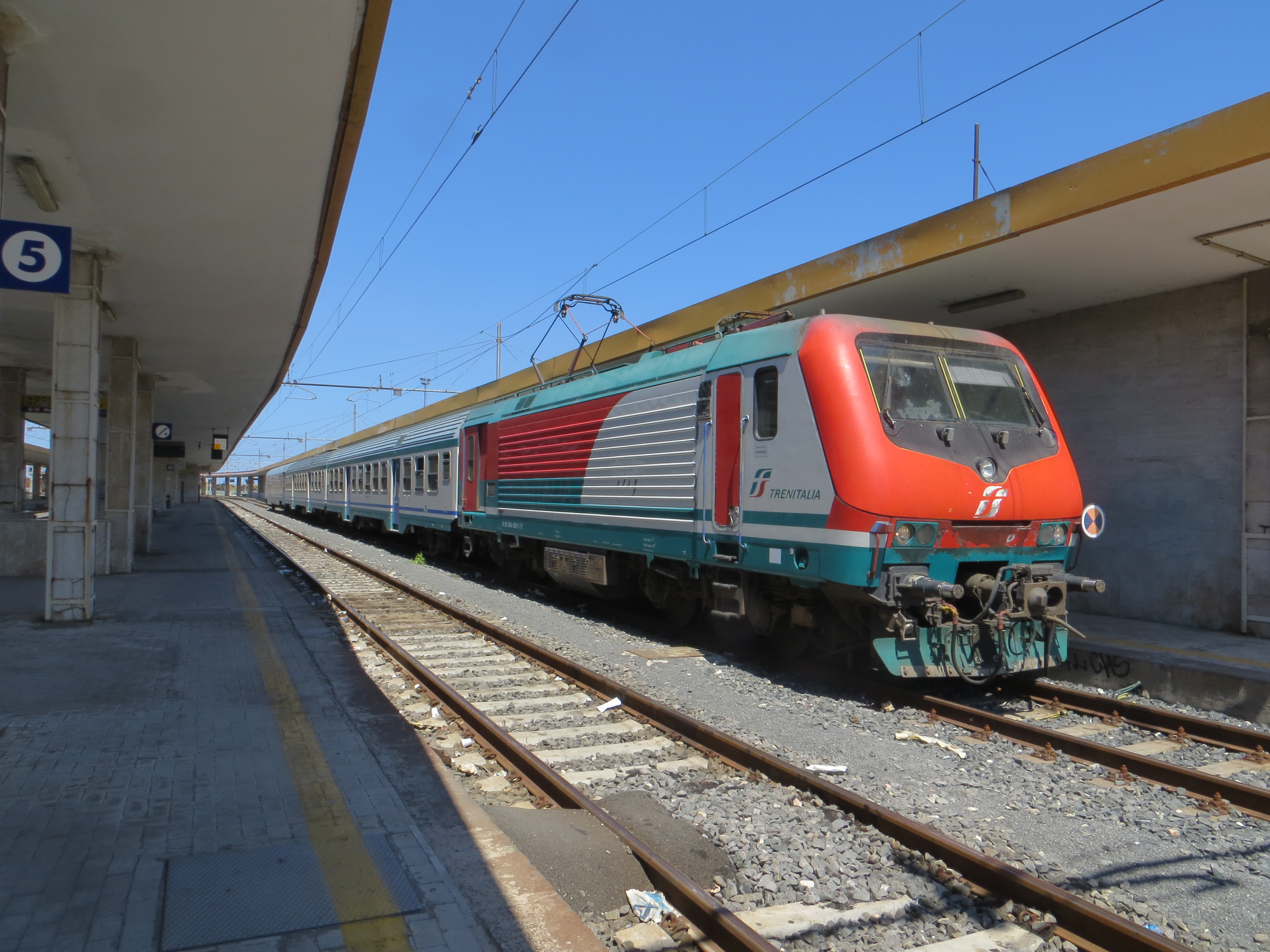
Leonardo Express
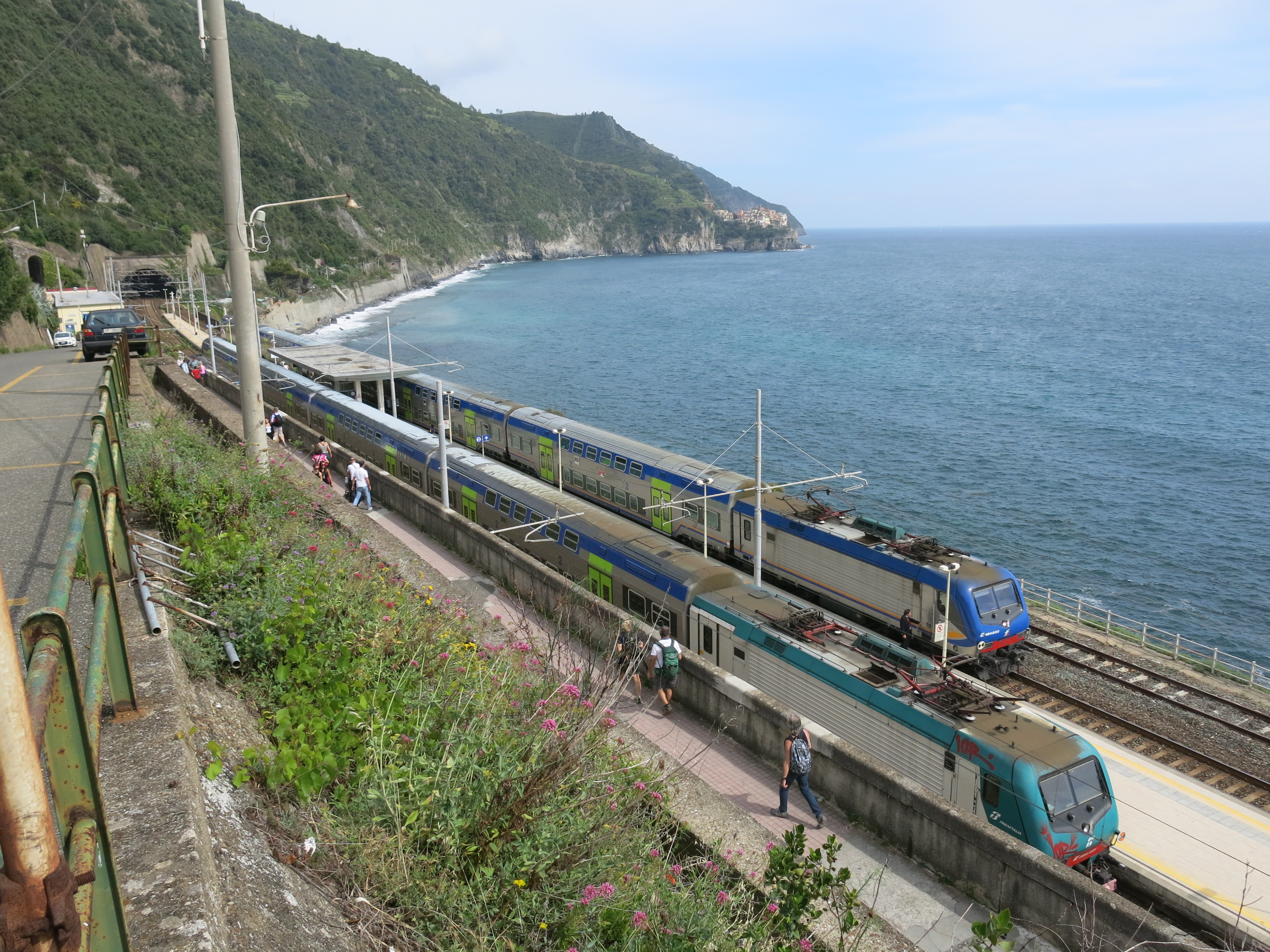
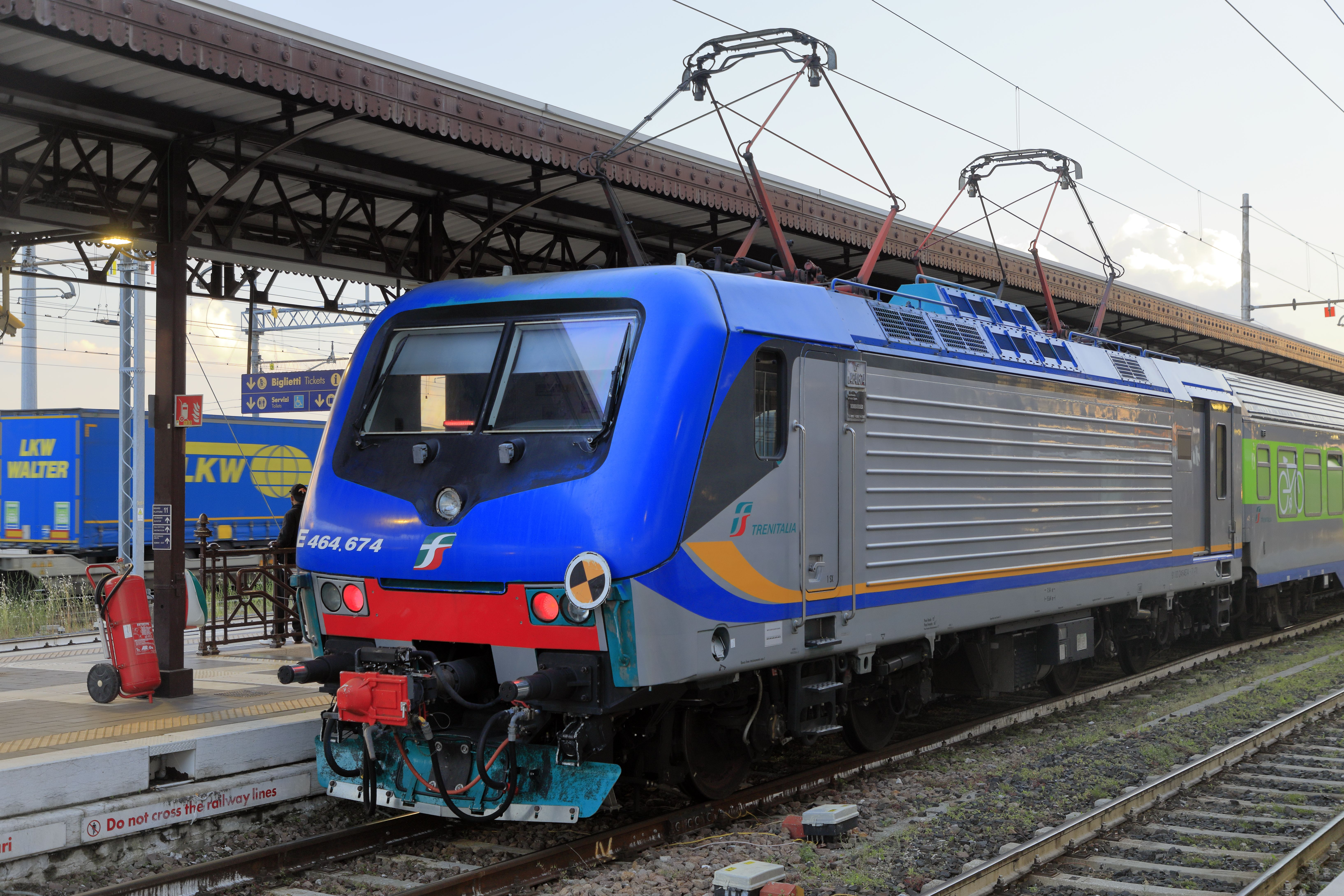
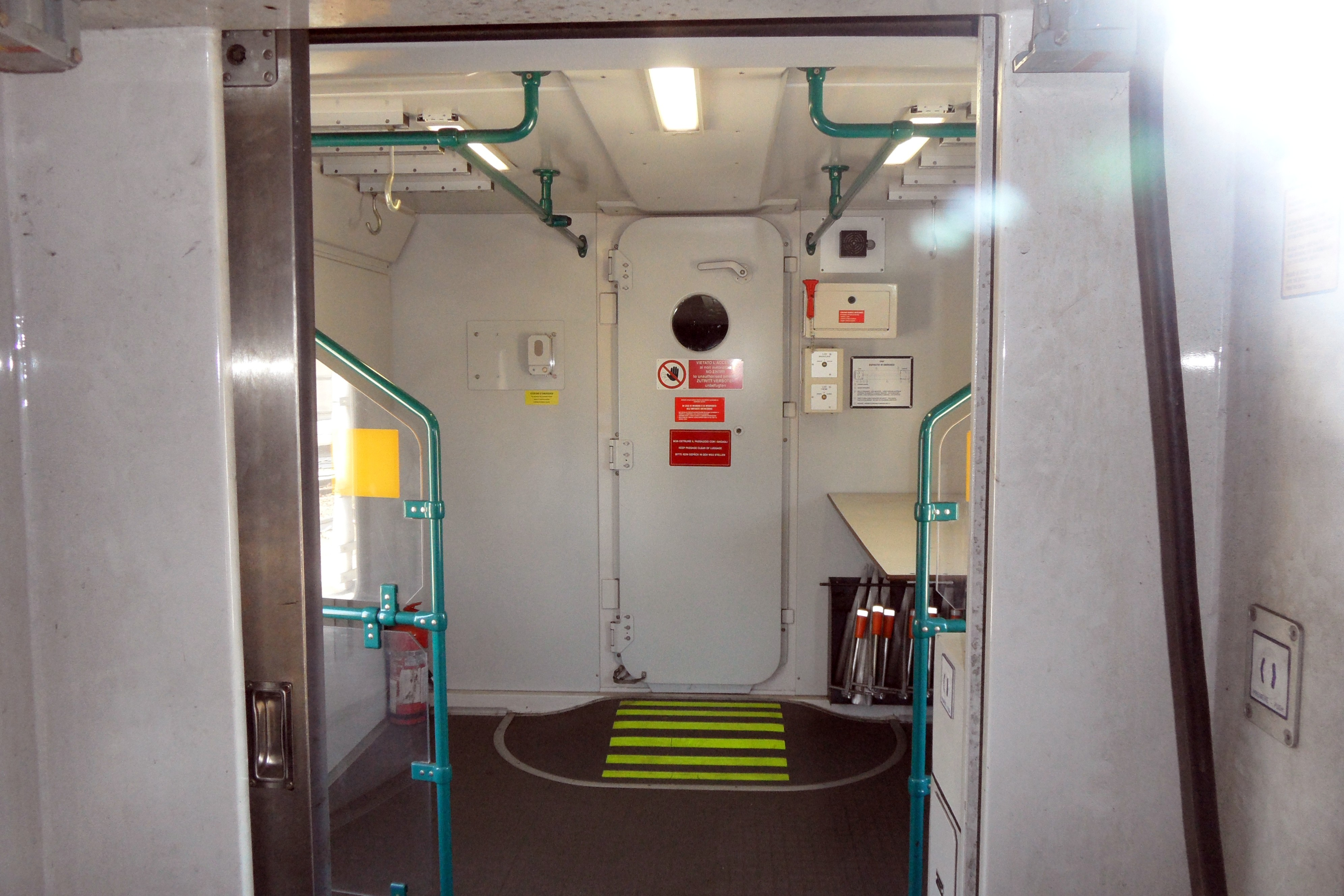
Csomagtér